# 火箭炮

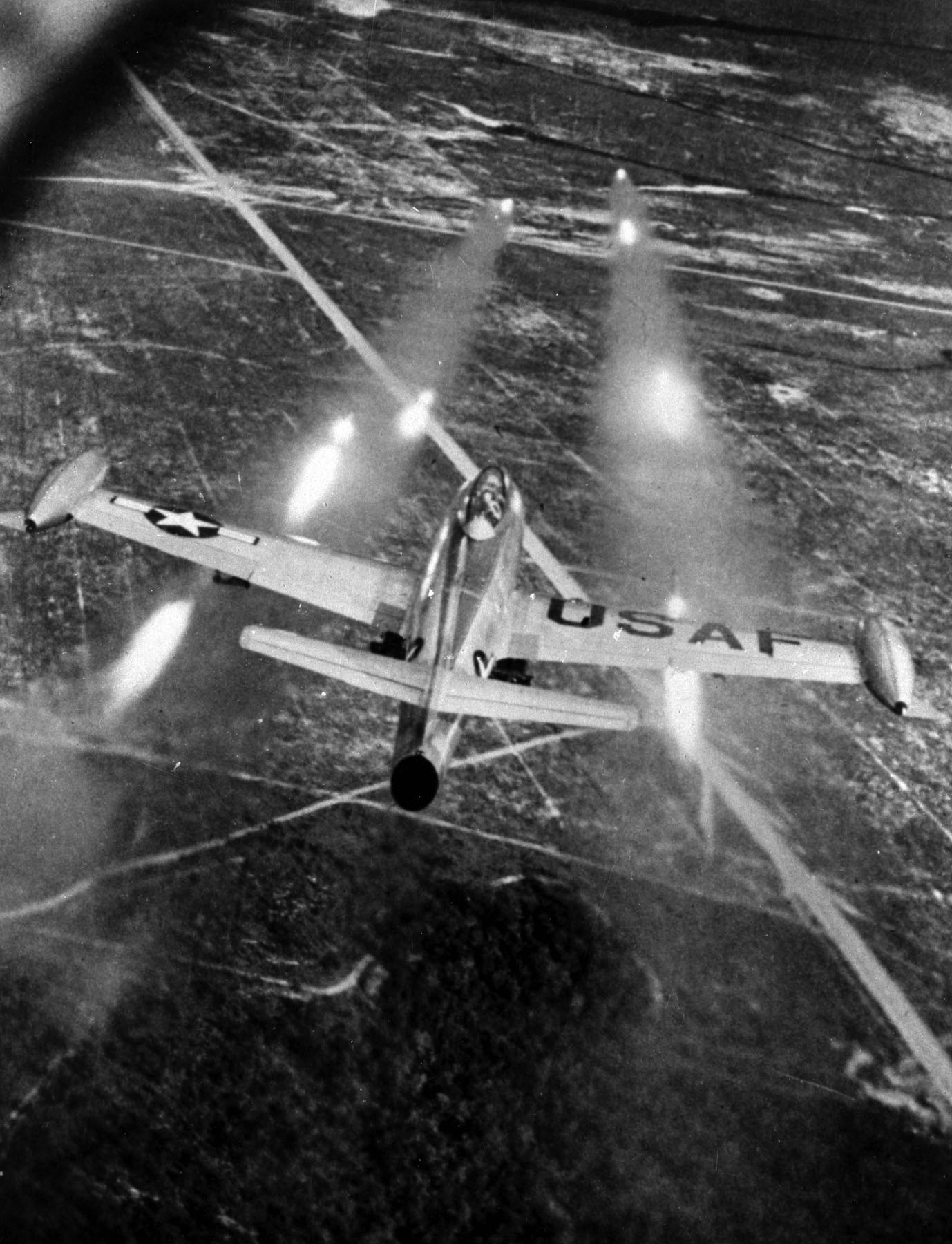
韓戰中美國空軍的F-84戰鬥轟炸機發射火箭炮攻擊朝鮮人民軍

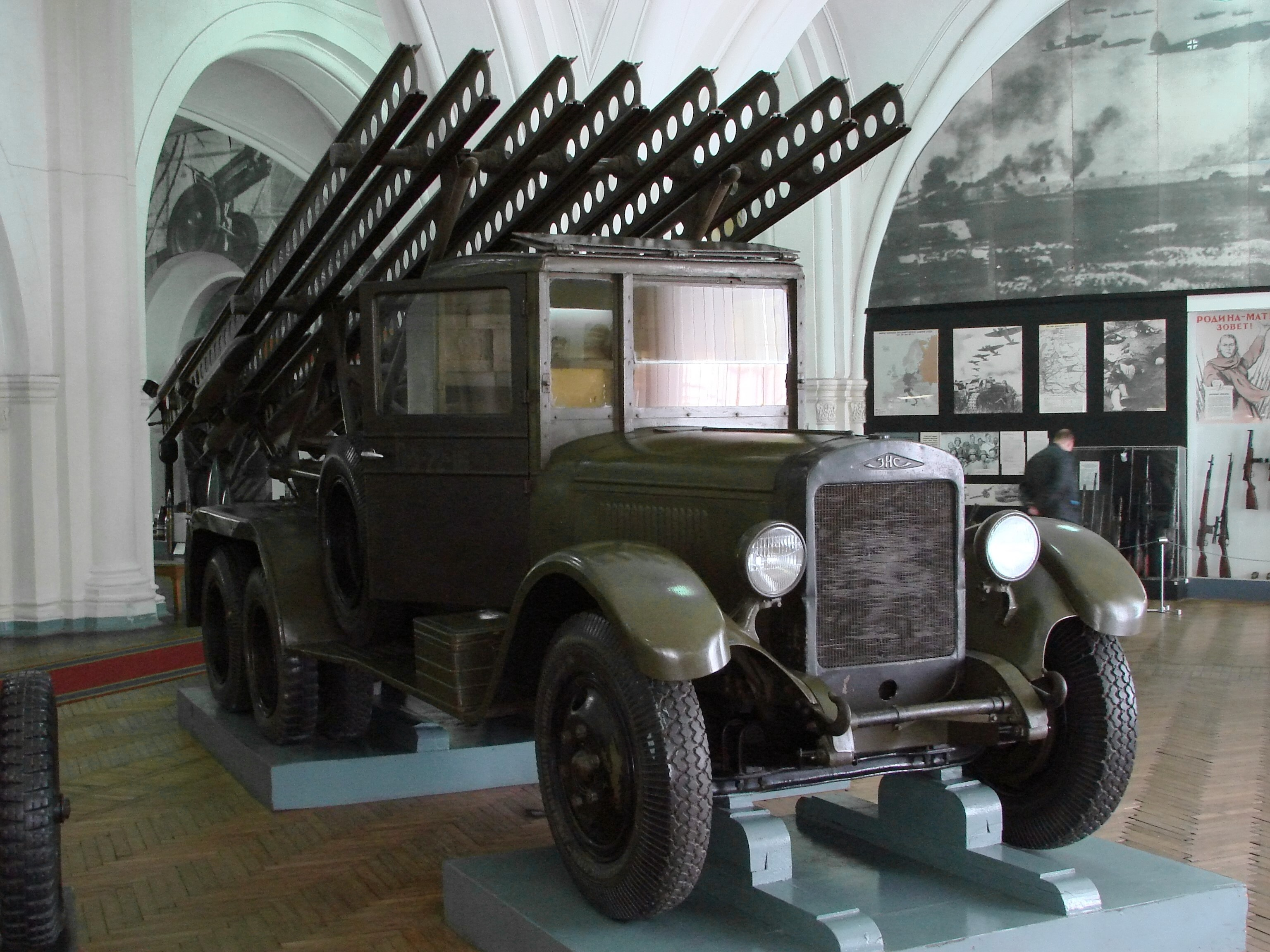
苏联BM-13卡秋莎多管火箭炮。

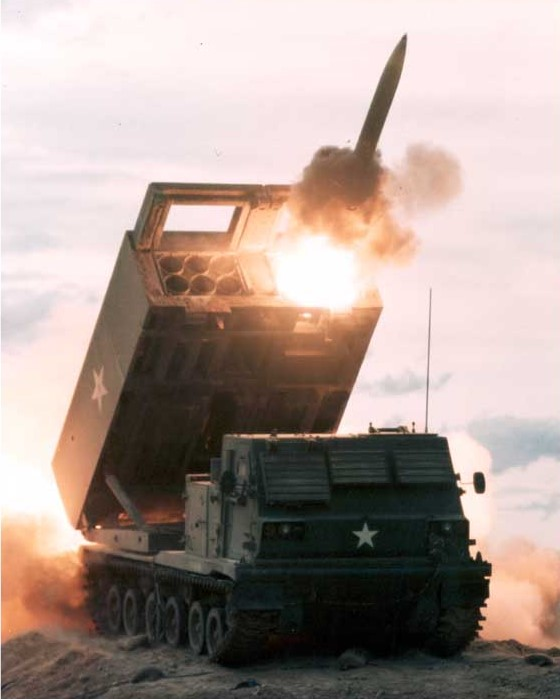
M270 MLRS 多管火箭炮發射車

火箭砲或稱噴進砲是炮兵裝備的用火箭推进炸弹（战斗部）进行爆破打击的远射武器，通常专指没有制导能力、完全依赖弹道飞行的火箭类飞弹。单兵可以携带操作的轻型火箭炮通常称为火箭彈。由於火箭彈由自己攜帶的燃料通過發動機產生的推力飛行，該裝置無須考慮像身管式火炮那樣承擔如巨大的後坐力等問題，故該裝置較簡單。並且能以大口徑多發聯裝的方式提高發射速度和火力，這種武器俗稱多管火箭炮。
主要配用殺傷爆破火箭彈以壓制、殺傷有生目標和其他弱防護目標。由於火箭彈的口徑比較大，發射時彈丸所受的加速度和撞擊力較小，也可以發射特種彈藥（如掃雷火箭、佈雷火箭、照明火箭等）。缺點是再裝填速度慢、射擊精度不如身管式火炮。相比於身管式火炮，火箭炮的火力密集度比較高，可以達到大範圍覆蓋的效果，在二次大戰期間蘇聯紅軍的火箭炮就曾取得奇效。
隨著軍事科學技術的發展，有些專業程度已經類似飛彈，冷戰期間空射火箭砲一度流行，空戰進入超遠距時代後，同時為火箭彈裝備各種各樣的制導裝置来提高精度。部分發達國家的軍隊已經裝備了帶有自動再裝填設備的火箭彈運輸/裝填兩用車輛，協同火箭炮一起作戰；也是基於火箭砲的使用出現思維的轉變之故，現在的火箭砲不再追求大量覆蓋的優勢，尤其是在實戰中發現火箭殲敵效果不佳、大批未爆彈與摧毀的廢墟地形還拖累自軍行動，因此反而發展了可以達到很高的精度，整備與移動也相當快的海馬斯火箭炮等系統，在俄烏戰爭中雙方的火箭炮一來一往中，展示了未來精確砲戰模式對火力覆蓋陣地模式的取代。

## 历史
早在1621年，當時明朝的《武備志》就記載了以黑火藥為能源的火箭彈和其發射裝置百虎齊奔箭和群鷹逐兔箭在明朝軍隊中的使用情況。可以算的上是火箭炮在軍事應用的最早記載。
20世纪30年代，納粹德國發明六膛火箭發射器，比起導軌火箭發射器，六膛火箭發射器利用膛線增加了準確度，破壞力及火力更強。
1939年，苏联紅軍成為世界上第一個正式裝備火箭發射器的軍隊。型號是BM13，也就是卡秋莎。目前號稱火力最強的是俄國製的BM-30龙卷风多管火箭發射器，最大射程可達到70公里，傷害面積大約67.2萬平方米。

## 多管火箭發射器
多管火箭發射器是一種多發射管無制導的多管火箭發射器，前期戰術採在短時間發射大量爆炸性的火箭以命中大範圍目標，期攻擊效率甚低，後來城市化後傳統火力覆蓋模式失靈，現代戰爭下地毯式轰炸式微，以致持續開發新型戰術多管火箭發射器。後期發展提高精準度打擊戰術導彈，精度及裝填速度持續提高，增強對空防禦機制與加強對地攻擊，綜合戰術運用，也新增陸路上對海上攻擊做為改進。